# 호랑나비상과
호랑나비상과(Papilionoidea)는 팔랑나비과를 제외한 모든 나비를 포함하는 분류이다.

## 분류
호랑나비상과는 다음과 같이 5개의 과로 나뉜다.
- 호랑나비과 (Papilionidae)
- 흰나비과 (Pieridae)
- 부전나비과 (Lycaenidae)
- 부전네발나비과 (Riodinidae)
- 네발나비과 (Nymphalidae)는 다음과 같은 아과로 다시 분류된다.
  - 오색나비아과 (Apaturinae)
  - 비블리스아과 (Biblidinae)
  - Calinaginae
  - 대왕네발나비아과 (Charaxinae)
  - 돌담무늬나비아과 (Cyrestinae)
  - 왕나비아과 (Danainae)
  - 표범나비아과 (Heliconiinae)
  - 뿔나비아과 (Libytheinae)
  - 줄나비아과 (Limenitidinae)
  - 모르포나비아과 (Morphinae)
  - 네발나비아과 (Nymphalinae)
  - 뱀눈나비아과 (Satyrinae)

네발나비과의 아과에서, 단지 Morphinae아과와 뱀눈나비아과(Satyrinae)만이 측계통일 가능성이 있고 이 2개의 아과는 자매-그룹으로 Charaxinae아과와 함께, clade(단계통군)을 형성한다.